# 카베딜롤
카베딜롤 또는 카르베딜롤(carvedilol)은 고혈압, 울혈성 심부전, 좌심실부전 등의 치료에 사용되는 약물이다. 고혈압에 대해서는 보통 이차 치료제로 이용된다. 경구로 투여한다. 코레그(Coreg) 등의 상품명으로 판매된다.
흔한 부작용에는 어지럼증, 피로감, 관절통, 저혈압, 구역질, 호흡곤란 등이 있다. 심각한 부작용으로는 기관지경련이 있다. 임신이나 수유 도중 사용해도 안전한지는 불명확하다. 간질환이 있다면 사용이 권고되지 않는다. 카베딜롤은 비선택적 베타 차단제이며 동시에 알파1 차단제이다. 치료 효과를 일으키는 기전이 완전히 알려져 있지는 않으나 혈관확장이 관련이 있다고 여겨진다.
카베딜롤은 1978년 특허를 받고 1995년부터 미국에서 의학적 사용을 승인 받았다. WHO 필수 의약품 목록에 포함되어 있다. 복제약으로 이용 가능하다. 2020년 한 해 기준 미국에서는 2,300만 건 이상 처방되어 26번째로 많이 처방된 약물로 기록되었다.

## 의학적 사용
카베딜롤은 ACE 억제제, 이뇨제와 흔히 병용하여 울혈성 심부전의 관리에 사용된다. 카베딜롤로 울혈성 심부전 환자의 사망률과 입원을 줄일 수 있다는 것이 임상적으로 밝혀져 있다. 임상적으로 안정된 상태의 울혈성 심부전 환자에서 장기간 카베딜롤을 사용하였을 때 생기는 긍정적인 효과의 기전은 완전히 알려져 있지 못하지만, 심장의 재형성(remodeling)에 기여하여 구조와 기능을 개선하는 것으로 생각되고 있다.
카베딜롤은 심장 발작 이후에 심장 기능이 떨어진 환자에서 사망률, 입원, 심장 발작의 재발 위험을 낮춘다. 또한 중증의 심부전 환자에서도 사망률과 입원을 줄인다고 증명된 바 있다.
임상 현장에서 카베딜롤을 단순 고혈압에 대해 사용하는 경우가 많으나, 여러 연구들에서는 다른 고혈압약이나 베타 차단제에 비해 혈압을 낮추는 효과가 비교적 떨어진다고 주장한다.

### 투여 형태
카베딜롤은 다음과 같은 제형으로 투여할 수 있다.
- 경구용 알약[15]
- 서방형 (24시간) 경구용 캡슐, 2006년 FDA의 승인을 받았다.[16]

## 부작용
10%보다 많이 발생하는 가장 흔한 부작용은 다음과 같다.
- 어지럼증
- 피로감
- 저혈압
- 설사
- 무력증
- 서맥
- 체중증가
- 발기부전

또한 카베딜롤이 저혈당증의 증상을 눈에 띄지 않게 만들어, 저혈당 불감증의 원인이 될 수 있다.

## 금기증
기관지 천식이나 기관지경련성 질환이 있는 환자의 경우 기관지수축의 위험이 증가하므로 카베딜롤을 사용해서는 안된다. 이는 카베딜롤이 기관지를 열린 채로 유지하는 수용체를 차단하기 때문이다. 또한 2도나 3도 방실차단, 동기능 부전 증후군, (영구 인공심박조율기를 쓰지 않는 한) 중증의 서맥, 심장보상부전이 있는 경우에도 사용해서는 안된다. 심각한 간 손상이 있는 환자에서는 카베딜롤을 주의하여 사용해야 한다.

## 약리학

### 약동학
카베딜롤은 초회 통과 효과의 영향을 크게 받아 경구 투여 시 생체이용률이 25~35% 정도로 떨어진다. 음식과 함께 투여 시 흡수가 느려지지만 생체이용률에 큰 변화는 나타나지 않는다. 또한 음식과 함께 복용 시 기립성 저혈압의 위험이 감소한다는 이점이 있다.
카베딜롤의 98% 이상은 혈장 단백질과 결합하며, 주로 알부민과 결합한다. 염기성의 소수성 물질인 카베딜롤은 항정상태에서의 분포용적이 115L 정도이다. 혈장 청소율은 500~700mL/min이다. 또한 카베딜롤은 지용성이기 때문에 동물의 뇌혈관장벽을 쉽게 통과할 수 있고, 이 때문에 말초 선택적이지 않다고 생각된다.
간의 효소인 CYP2D6와 CYP2C9가 카베딜롤의 대사에 관여하는데, 방향족 고리의 산화와 글루쿠론산이 발생하며, 글루쿠론산화와 황산화에 의한 공액이 일어난다. 카베딜롤이 대사된 뒤의 세 가지 활성 대사산물은 원래의 혈관확장 효과의 겨우 10분의 1 정도의 효과만 보인다. 그러나 4'-하이드록시페닐 대사산물은 본래보다 13배 큰 베타 차단 효과를 보인다.
경구 투여 후 평균 생물학적 반감기는 7~10시간이다. 상품으로 나오는 약은 두 종류의 거울상 이성질체인 R(+)-카베딜롤과  S(–)-카베딜롤의 혼합물로, 두 이성질체의 대사적인 특징이 다르다. R(+)-카베딜롤은 보다 잘 대사를 거쳐 반감기가 5~9시간이며, S(-)-카베딜롤 부분은 7~11시간으로 반감기가 더 길다.